# Astronomie in der Schule
Astronomie in der Schule war eine Zeitschrift für Lehrer und Schüler in der DDR. Sie erschien von 1964 bis 1990, Herausgeber war der Verlag Volk und Wissen aus Berlin. Gegründet wurde diese Zeitschrift von der Schulsternwarte „Johannes Franz“ in Bautzen. Diese Sternwarte war 1963–1981 auch der Redaktionssitz, gefolgt von der Volks- und Schulsternwarte in Sohland an der Spree, wo Helmut Bernhard die Herausgabe übernahm.
Die Gründung der Zeitschrift steht in engem Zusammenhang mit dem durch den Start von Sputnik 1 1957 und dem Raumflug Juri Gagarins 1961 gestiegenen Interesse an Astronomie und Raumfahrt.
Im Jahr 1959 war in der DDR das Fach Astronomie als Pflichtfach eingeführt worden. Ab 1961 erschien Astronomie in der Schule als Beilage zu Mathematik und Physik in der Schule, ab 1962 auch gesondert zu beziehen als Beilage zur Zeitschrift für den Erdkundeunterricht.
Die Zeitschrift veröffentlichte sowohl Beiträge zur Weiterbildung der Lehrer auf dem Gebiet der Astronomie, didaktische Arbeiten zur Unterrichtspraxis, als auch bildungspolitische Aufsätze.
Heute erscheint die Zeitschrift weiter unter dem geänderten Titel Astronomie + Raumfahrt im Unterricht im Friedrich Verlag.